# Perforce Software
Perforce Software – amerykański producent oprogramowania i twórca systemu kontroli wersji Helix.

## Historia
Firma Perforce Software została założona w 1995 roku przez prezesa zarządu i dyrektora generalnego Christophera Seiwalda. Ma siedzibę w Alameda w Kalifornii z biurami w Sydney w Australii, Wokingham w Anglii i Victoria w Kanadzie. Jej pierwszym produktem był Perforce, system kontroli wersji umożliwiający firmom współpracę nad dużymi projektami i prowadzenie rejestru ich rozwoju. Późniejsza platforma Perforce Helix, zbudowana na bazie Perforce Versioning Engine, została wprowadzona na rynek w marcu 2015 roku. Inne produkty firmy Perforce Software to: Helix GitSwarm, Helix Swarm, Helix Threat Detection oraz Helix Insights.
Perforce ma ponad 10 tysięcy klientów, wielu z nich zatrudnia tysiące inżynierów, którzy codziennie dokonują tysięcy zmian w kodzie i setek tysięcy testów na godzinę w środowisku continuous delivery, wykorzystując oprogramowanie Perforce do śledzenia wszystkich zmian i zarządzania nimi. Wśród klientów Perforce są: Salesforce, NYSE, Netflix i Samsung, a także producenci gier komputerowych, tacy jak Ubisoft, Electronic Arts, Sony Online Entertainment i Nintendo. W 2015 roku Computer Weekly nazwał Perforce „liderem na rynku” w branży gier komputerowych, w związku z tym, że 18 na 20 najlepszych deweloperów gier używa go do kontroli wersji.

## Kluczowe produkty

### Perforce Helix
3 marca 2015 roku firma Perforce Software wydała Perforce Helix, platformę do zarządzania kodem źródłowym i współpracy nad treściami elektronicznymi, rozszerzającą możliwości Perforce o nowy rozproszony system kontroli wersji (DVCS), zarządzanie Gitem i zaawansowane wykrywanie zagrożeń. Platforma ma służyć jako jedno źródło własności intelektualnej i narzędzie będące łącznikiem dla wszystkich osób, które są zaangażowane w rozwój produktów, w tym kodu źródłowego, plików CAD, specyfikacji produktów, multimediów, „build skryptów” i dowolnych innych elementów danego środowiska.
Osoby współpracujące synchronizują swoją pracę bezpośrednio z Helix za pomocą preferowanego przez nich oprogramowania. Umożliwia to użytkownikom przechowywanie i udostępnianie dowolnego rodzaju i wielkości plików, aby mieć kontrolę nad tym, gdzie znajduje się dany fragment kodu, w jakiej jest fazie rozwoju i w jaki sposób integruje się z produktem. Perfoce Helix zapewnia również raportowanie i kontrolę bezpieczeństwa, ułatwia zarządzanie projektami oraz przepływem pracy. Jest dostępny w wersji do zainstalowania, ale także jako usługa w chmurze. Perforce Helix Cloud jest darmową usługą online pozwalającą deweloperom kontrolować kod źródłowy i udostępniać go sobie nawzajem. Helix zaprojektowano w taki sposób, aby pełnił funkcji jednego „źródła prawdy” dla wszystkich zaangażowanych w projektowanie, tworzenie i wydawanie produktu.

### Helix Versioning Engine
Helix Versioning Engine (P4D) jest samowystarczalnym silnikiem wersjonowania, który chroni własność intelektualną przedsiębiorstw i pełni funkcję pojedynczego repozytorium firmowych zasobów. W czerwcu 2014 roku Perforce ogłosił, że wprowadził technologię współbieżności w P4D, zwiększając liczbę operacji, które system jest w stanie wykonywać jednocześnie. W lipcu 2014 roku Perforce zakomunikował wprowadzenie wersjonowania stowarzyszonego dla P4D, umożliwiającego zmniejszenie zależności od głównego mechanizmu wersjonowania. Firma poinformowała także o nowych możliwościach zarządzania wersjami, Parallel Sync, pozwalających użytkownikom na przesyłanie wielu plików jednocześnie i zmniejszenie czasu synchronizacji obszarów roboczych. 20 października 2014 roku Perforce Software ogłosił, że P4D i inne produkty będą dostępne w koreańskiej i chińskiej wersji językowej. 29 stycznia 2015 roku Perforce zapowiedział P4Connect, narzędzie o otwartym kodzie źródłowym, które integruje silnik zarządzania wersjami P4D z platformą do tworzenia gier Unity, pomagając w ten sposób poprawić workflow i bezpieczeństwo zasobów w studiach gier. W marcu 2015 roku produkt został przemianowany na Helix Versioning Engine. Odtąd łączy zalety workflow DVCS z wysokim poziomem bezpieczeństwa, skalowalnością i wydajnością. W przeciwieństwie do innych produktów z możliwościami DVCS, Helix nie narzuca ograniczeń co do rodzajów i wielkości plików oraz repozytoriów.

### Helix GitSwarm
W październiku 2012 roku Perforce wprowadził obsługę Git, udostępniając Git Fusion, który jest łącznikiem pomiędzy Git i Perforce. Pozwoliło to deweloperom dostosowywać, edytować i udostępniać projekty, a także integrować całe repozytoria Git z systemem Perforce. Ułatwiło też wielu zespołom programistycznym współpracę nad projektami. Od momentu wydania Helix i Helix GitSwarm użytkownicy Git mają taką samą elastyczność i precyzyjną kontrolę dostępu jak użytkownicy silnika wersjonowania Perforce. Helix GitSwarm oferuje pełne wsparcie dla serwera Git, a także dla workflow bazującego na Git, jednocześnie wszelkie dane są przetwarzane przez silnik wersjonowania Helix, co daje wysoki poziom bezpieczeństwa i kontroli.

### Helix Swarm
W czerwcu 2013 roku firma Perforce Software wydała Swarm, platformę do współpracy nad kodem i do inspekcji kodu, zbudowaną na bazie Perforce. Jest to rozwiązanie przeznaczone dla projektów opartych na ciągłej integracji i continuous delivery. Swarm stał się częścią Helix, a jego kluczowymi cechami są: podgląd aktywności i możliwość przesyłania informacji RSS o aktualizacjach, możliwości komentowania, generowania zmian oraz tworzenia recenzji. Narzędzie to ma elastyczny workflow inspekcji kodu z możliwością dodawania komentarzy przez użytkowników i porównywania kodu linia do linii. Swarm ma otwarty kod źródłowy i bazuje na PHP. Jest zbudowany na Zend Framework i podłączony do Perforce, który przechowuje wszystkie dane. Program jest dostępny jako SaaS z możliwością instalacji na firmowych serwerach. Wersja w chmurze miała być przygotowywana i udostępniona.

### Helix Threat Detection
Helix Threat Detection jest wspólnym programem Perforce i analityków firmy Interset, wydanym w marcu 2015 roku. Analizuje dzienniki aktywności i określa wzorce zachowań, aby trafnie wykrywać i odpowiednio priorytetyzować nietypowe zdarzenia, które mogą okazać się zagrożeniami. Odbywa się to poprzez przypisywanie stopni ryzyka do działań mogących być potencjalnymi zagrożeniami. Program określa także stopień ryzyka każdego użytkownika, bazując na jego nietypowym zachowaniu w przeszłości.

### Helix Insights
W październiku 2013 roku Perforce wprowadził na rynek Insights, analityczny program, który stał się częścią Helix. Jest wbudowany w produkty Perforce i umożliwia podgląd jednego projektu lub całej ich serii. Helix Insights jest zaprojektowany do przedstawiania informacji o kodowaniu i rozwoju oprogramowania, które nie są dostępne w bugtrackerach lub tradycyjnych programach do planowania pracy. Ułatwia nadzorowanie rozwoju i optymalizację dostarczania produktu.